# José Alvarez-Brill

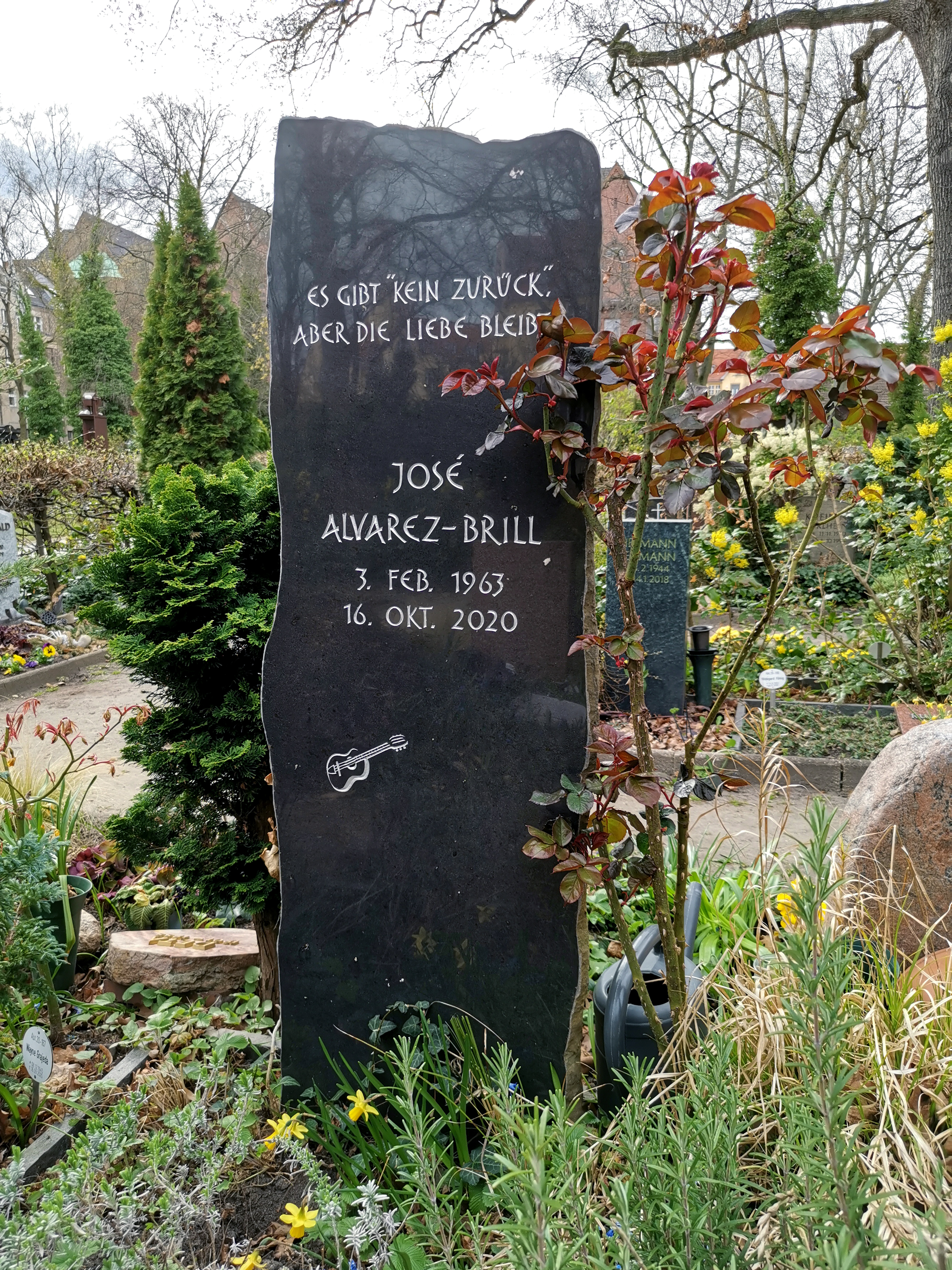
Grab auf dem Friedhof Schöneberg III in Berlin-Friedenau

José Alvarez-Brill (* 3. Februar 1963 in Kassel; † 16. Oktober 2020 in Berlin) war ein deutscher Musiker, Komponist und Produzent. Er arbeitete u. a. mit Peter Heppner, Joachim Witt, De/Vision und Wolfsheim zusammen. Die kommerziell erfolgreichste Veröffentlichung von Alvarez-Brill ist die mit Platin ausgezeichnete Produktion Die Flut mit über 900.000 verkauften Einheiten.

## Leben
In den 1980er Jahren begann Alvarez-Brill mit Produktionen im Dance- und Eurodance-Bereich. Später, vor allem durch die Zusammenarbeit mit der Band Wolfsheim, wandte er sich mehr dem Bereich Synthie-Pop und Dark Wave zu. Seinen größten kommerziellen Erfolg erzielte er im Jahr 1998 mit der CD Die Flut von Joachim Witt/Peter Heppner, bei der er als Produzent auftrat. Der Titel erreichte Platz 2 der deutschen Singlecharts.
1990 tat sich Alvarez-Brill zunächst mit Gento Navaho sowie dem Yello-Mitbegründer Carlos Perón zusammen. Als 909 (auch als Nine-O-Nine bekannt) veröffentlichte das Trio die Single The Hexer. 1992 tätigten sie unter anderem Remixe zu den Wolfsheim Liedern Anybody’s Window und It’s Not Too Late (Don’t Sorrow). 1993 gründete Alvarez-Brill zusammen mit Rogelio Sanchez Torres das Eurodance-Duo Think! Big. Das Duo veröffentlichte zunächst die beiden Cover-Singles Wouldn’t It Be Good (1993) und Without You (1994). 1994 taten sich Alvarez-Brill und Torres mit Dwayne Cewis und Brenda Hale zusammen, um die Eurodance-Band Exit zu bilden. Im gleichen Jahr folgte mit (Don’t Tell Me All Your) Dreams die erste und bislang einzige Single der Formation. Im Jahr 1997 benannte sich das Duo Think! Big in Matanza um. Unter diesem Namen veröffentlichten sie mit Matador eine Single sowie mit La crème du crime ein Mixtape. Einen Charterfolg konnte das Duo nicht landen.
1999 gründete Alvarez-Brill zusammen mit Grant Stevens und Der Graf die Band Unheilig. Ende 2002 verließ Alvarez-Brill jedoch das Projekt. Im Jahr 2003 schrieb und produzierte er dann die Titelmusik für Stern TV moderiert von Günther Jauch, die seitdem in Gebrauch ist. 2004 war Alvarez-Brill für den ECHO in der Kategorie „Bester Produzent“ für seine Zusammenarbeit mit Wolfsheim nominiert. Unter seinem eigenen Namen erschien 2005 die CD Zeitmaschine Remixed, die auch die Single „Vielleicht?“ – erschienen unter Alvarez & Heppner – enthält.
2001 gründete Alvarez-Brill mit dem damaligen Wolfsheim-Mitglied Markus Reinhardt und dem Gitarristen von Project Pitchfork Carsten Klatte das Synthiepop-Trio Care Company. Daraus folgte das Album In the Flow mit den Singleauskopplungen Gain Again, Untitled und Dolphins.
Bis in die 2010er-Jahre produzierte José Alvarez-Brill Remix-Versionen für Künstler, wie beispielsweise Rosenstolz, Northern Lite und Kosheen. Alvarez-Brill betrieb die Pleasurepark Studios in Berlin. Im Dezember 2009 gründete er die Hard Six Entertainment GmbH und wurde Teilhaber der Orange Glow Production Inc. in Florida. Zuletzt arbeitete er wieder in den Pleasurepark Studios Berlin.
Zusammen mit der Artist Management Agentur Roko Concerts gründete José Alvarez-Brill 2017 das Musik-Label Fasterone Music in Berlin. Fasterone Musik umfasst die Pleasurepark Studios, das Musik-Label sowie den Verlag The Factory. Zuletzt gründete er das Musikprojekt Neufeld.
Alvarez-Brill starb nach langer schwerer Krankheit am 16. Oktober 2020 im Alter von 57 Jahren in Berlin. Seine letzte Ruhe fand er auf dem „Künstlerfriedhof“ in der Stubenrauchstraße, Berlin / Friedenau (Abteilung 20, Nummer 168).

## Diskografie
Remixalben
| Jahr | Titel Musiklabel                                           | Anmerkungen                             |
| ---- | ---------------------------------------------------------- | --------------------------------------- |
| 2005 | Alvarez Presents Zeitmaschine Remixed Island Records (UMG) | Erstveröffentlichung: 31. Dezember 2005 |